# Олексіївський дім

Палацово-парковий ансамбль Олексіївського дому. м. Козелець.

Олексіївський дім — палацово-парковий ансамбль поблизу м. Козельця (тепер територія села Олексіївщина Козелецького району).

## Замовник і будівничий

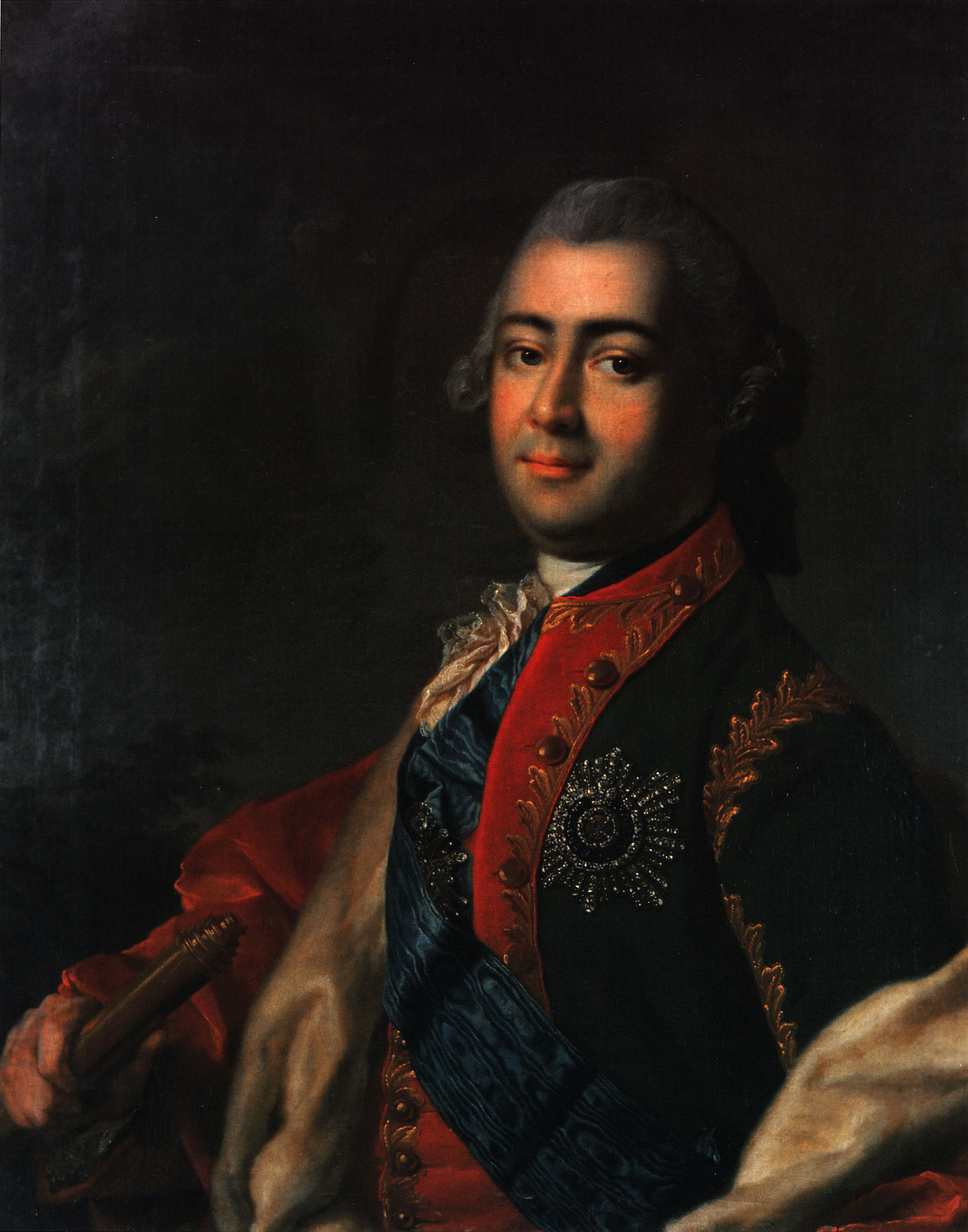
Невідомий художник. Портрет Олексія Григоровича Разумовського, середина 18 ст.

Створений на замовлення О. Г. Розумовського (від імені якого й одержав назву) під керівництвом архітектора А. В. Квасова для відпочинку царського двору під час подорожі Єлизавети Петрівни по Україні 1744 р. Знаходився між заплавою р. Остра і шляхом з Козельця до Переяслава. У 1748 р. будівельні роботи були відновлені й тривали до серед. 60-х рр. XVIII ст. Основними елементами садиби після завершення будівництва були: головний будинок, флігелі, Воскресенська церква (первісно Олексіївська, 1748—1757), які утворювали парадний двір; ставки, сад бароко, господарський двір, тераси до річки.
Головний будинок — одноповерховий, прямокутного плану з трьома ризалітами на кожному з поздовжніх фасадів і анфіладно-коридорною системою планування — був розташований на краю прямокутної дільниці і був орієнтований головним фасадом на місто. Інші споруди стояли симетрично відносно осі садиби, що проходила через середину будинку, ставків і саду. Відкрита тераса палацу з виходом до парадного двору у вигляді сходів, що розширюються донизу, оглядові майданчики, алея на березі Остра, сходи до заплави перед північно-східним фасадом об'єднували споруди з природним оточенням в єдиний ансамбль, який добре проглядався з боку Козельця.

## Вислід
Олексіївський дім був проявом нового напрямку в розвитку садибного зодчества, що формувався в Україні в першій половині XVIII ст. Його риси набули поширення на наступному етапі будівництва палацо-паркових ансамблів. Споруди не збереглись.